# Jacenty Mastej
Jacenty Mastej (ur. 1967) – polski duchowny, dr hab. nauk teologicznych, profesor nadzwyczajny Sekcji Teologii Fundamentalnej Wydziału Teologii Katolickiego Uniwersytetu Lubelskiego Jana Pawła II i Wyższego Seminarium Duchownego w Rzeszowie.

## Życiorys
W 1992 ukończył studia w filozoficzne i teologiczne w Instytucie Teologicznym w Przemyślu, a potem odbył studia specjalistyczne w Instytucie Teologii Fundamentalnej na Wydziale Teologii Katolickiego Uniwersytetu Lubelskiego. 27 maja 1999 obronił pracę doktorską  Personalistyczna koncepcja aktu wiary chrześcijańskiej w świetle polskojęzycznej literatury posoborowej, a 9 grudnia 2009 habilitował się na podstawie dorobku naukowego i pracy zatytułowanej Staurologiczno-rezurekcyjna wiarygodność chrześcijaństwa.
Objął funkcję profesora nadzwyczajnego Instytutu Teologii Fundamentalnej Wydziału Teologii Katolickiego Uniwersytetu Lubelskiego Jana Pawła II, wiceprzewodniczącego VI Wydziału Nauk Teologicznych Lubelskiego Towarzystwa Naukowego, a także członka Komisji Rewizyjnej Lubelskiego Towarzystwa Naukowego. Był sekretarzem Komitetu Nauk Teologicznych I Wydziału Nauk Humanistycznych i Społecznych Polskiej Akademii Nauk. W latach 2010–2014 był rektorem Wyższego Seminarium Duchownego w Rzeszowie. Od 2013 r. jest redaktorem naczelnym czasopisma naukowego Resovia Sacra. Studia Teologiczno-Filozoficzne Diecezji Rzeszowskiej. W latach 2016–2019 pełnił funkcję dyrektora Instytutu Teologii Fundamentalnej Wydziału Teologii Katolickiego Uniwersytetu Lubelskiego Jana Pawła II. Kierownik Katedry Chrystologii i Eklezjologii Fundamentalnej na Wydziale Teologii KUL.